# Campionati mondiali juniores di sci alpino 2004
I Campionati mondiali juniores di sci alpino 2004 si sono svolti in Slovenia, a Maribor, dal 10 al 15 febbraio. Il programma ha incluso gare di discesa libera, supergigante, slalom gigante, slalom speciale e combinata, tutte sia maschili sia femminili. A contendersi i titoli di campioni mondiali juniores sono stati i ragazzi e le ragazze nati tra il 1984 e il 1988.

## Risultati

### Uomini

#### Discesa libera
| Pos. | Atleta               | Nazione     | Tempo   |
| ---- | -------------------- | ----------- | ------- |
| 1    | Romed Baumann        | Austria     | 1:09,61 |
| 2    | Silvano Varettoni    | Italia      | 1:10,01 |
| 3    | François Bourque     | Canada      | 1:10,19 |
| 4    | Kurt Pittschieler    | Italia      | 1:10,20 |
| 5    | Rok Perko            | Slovenia    | 1:10,30 |
| 6    | Christopher Beckmann | Stati Uniti | 1:10,31 |
| 7    | Markus Maier         | Austria     | 1:10,39 |
| 8    | Lars Elton Myhre     | Norvegia    | 1:10,45 |
| 9    | Brad Spence          | Canada      | 1:10,47 |
| 10   | Florian Eisath       | Italia      | 1:10,49 |

Data: 10 febbraio

#### Supergigante
| Pos. | Atleta                 | Nazione  | Tempo   |
| ---- | ---------------------- | -------- | ------- |
| 1    | Hans Olsson            | Svezia   | 1:17,49 |
| 2    | Manuel Osborne-Paradis | Canada   | 1:18,54 |
| 3    | François Bourque       | Canada   | 1:18,63 |
| 4    | Brad Spence            | Canada   | 1:18,66 |
| 5    | Lars Elton Myhre       | Norvegia | 1:18,73 |
| 6    | Patrick Küng           | Svizzera | 1:18,80 |
| 7    | Olof Buchar            | Svezia   | 1:18,87 |
| 8    | Pascal Oesch           | Svizzera | 1:19,04 |
| 9    | Kurt Pittschieler      | Italia   | 1:19,05 |
| 10   | Markus Maier           | Austria  | 1:19,14 |

Data: 12 febbraio

#### Slalom gigante
| Pos. | Atleta           | Nazione     | Tempo   |
| ---- | ---------------- | ----------- | ------- |
| 1    | Jeffrey Harrison | Stati Uniti | 2:17,40 |
| 2    | Kjetil Jansrud   | Norvegia    | 2:18,29 |
| 3    | Fredrik Nordh    | Svezia      | 2:18,64 |
| 4    | Patrick Küng     | Svizzera    | 2:18,72 |
| 5    | François Bourque | Canada      | 2:18,80 |
| 6    | Florian Eisath   | Italia      | 2:18,90 |
| 6    | Lars Elton Myhre | Norvegia    | 2:18,90 |
| 8    | Thomas Frey      | Francia     | 2:18,92 |
| 9    | Anton Lahdenperä | Svezia      | 2:19,27 |
| 10   | Adrien Théaux    | Francia     | 1:19,47 |

Data: 13 febbraio

#### Slalom speciale
| Pos. | Atleta           | Nazione     | Tempo   |
| ---- | ---------------- | ----------- | ------- |
| 1    | Raphael Fässler  | Svizzera    | 1:33,33 |
| 2    | Ted Ligety       | Stati Uniti | 1:33,45 |
| 3    | Fredrik Nordh    | Svezia      | 1:34,28 |
| 4    | Lars Elton Myhre | Norvegia    | 1:34,94 |
| 5    | Matija Zaviršek  | Slovenia    | 1:35,02 |
| 6    | Markus Maier     | Austria     | 1:35,33 |
| 7    | François Bourque | Canada      | 1:35,43 |
| 8    | Anton Lahdenperä | Svezia      | 1:35,45 |
| 9    | Olof Buchar      | Svezia      | 1:35,53 |
| 10   | Mattias Hargin   | Svezia      | 1:35,57 |

Data: 14 febbraio

#### Combinata
| Pos. | Atleta           | Nazione     | Punti |
| ---- | ---------------- | ----------- | ----- |
| 1    | François Bourque | Canada      | 32,84 |
| 2    | Fredrik Nordh    | Svezia      | 34,12 |
| 3    | Lars Elton Myhre | Norvegia    | 35,51 |
| 4    | Markus Maier     | Austria     | 40,55 |
| 5    | Romed Baumann    | Austria     | 42,54 |
| 6    | Adrien Théaux    | Francia     | 46,95 |
| 7    | Olof Buchar      | Svezia      | 48,90 |
| 8    | Mattias Hargin   | Svezia      | 56,54 |
| 9    | Ted Ligety       | Stati Uniti | 58,60 |
| 10   | Matija Zaviršek  | Slovenia    | 69,51 |

Data: 10-14 febbraio

Classifica stilata attraverso i piazzamenti ottenuti
in discesa libera, slalom gigante e slalom speciale

### Donne

#### Discesa libera
| Pos. | Atleta                | Nazione     | Tempo   |
| ---- | --------------------- | ----------- | ------- |
| 1    | Maria Riesch          | Germania    | 1:12,23 |
| 2    | Lindsey Vonn          | Stati Uniti | 1:12,45 |
| 3    | Daniela Müller        | Austria     | 1:12,85 |
| 4    | Nadja Kamer           | Svizzera    | 1:12,98 |
| 5    | Julia Mancuso         | Stati Uniti | 1:13,09 |
| 6    | Nadia Fanchini        | Italia      | 1:13,47 |
| 7    | Urška Rabič           | Slovenia    | 1:13,55 |
| 8    | Marie Marchand-Arvier | Francia     | 1:33,65 |
| 9    | Maša Redenšek         | Slovenia    | 1:33,73 |
| 10   | Michaela Kirchgasser  | Austria     | 1:33,79 |

Data: 10 febbraio

#### Supergigante
| Pos. | Atleta             | Nazione     | Tempo   |
| ---- | ------------------ | ----------- | ------- |
| 1    | Nadia Fanchini     | Italia      | 1:26,79 |
| 1    | Andrea Fischbacher | Austria     | 1:26,79 |
| 3    | Julia Mancuso      | Stati Uniti | 1:26,80 |
| 4    | Lindsey Vonn       | Stati Uniti | 1:26,84 |
| 5    | Nadja Kamer        | Svizzera    | 1:27,03 |
| 6    | Alexandra Grabner  | Austria     | 1:27,05 |
| 7    | Daniela Müller     | Austria     | 1:27,60 |
| 8    | Kaylin Richardson  | Stati Uniti | 1:27,70 |
| 9    | Sophie Splawinski  | Canada      | 1:27,81 |
| 10   | Šárka Záhrobská    | Rep. Ceca   | 1:27,85 |

Data: 12 febbraio

#### Slalom gigante
| Pos. | Atleta             | Nazione       | Tempo   |
| ---- | ------------------ | ------------- | ------- |
| 1    | Maria Riesch       | Germania      | 2:21,39 |
| 2    | Jessica Walter     | Liechtenstein | 2:22,67 |
| 3    | Lindsey Vonn       | Stati Uniti   | 2:22,91 |
| 4    | Julia Mancuso      | Stati Uniti   | 2:22,94 |
| 5    | Šárka Záhrobská    | Rep. Ceca     | 2:24,00 |
| 6    | Camilla Alfieri    | Italia        | 2:24,28 |
| 7    | Kathrin Zettel     | Austria       | 2:24,32 |
| 8    | Miriam Gmür        | Svizzera      | 2:25,19 |
| 9    | Nadia Fanchini     | Italia        | 2:25,37 |
| 10   | Andrea Fischbacher | Austria       | 1:25,43 |

Data: 14 febbraio

#### Slalom speciale
| Pos. | Atleta               | Nazione       | Tempo   |
| ---- | -------------------- | ------------- | ------- |
| 1    | Kathrin Zettel       | Austria       | 1:40,73 |
| 2    | Nika Fleiss          | Croazia       | 1:40,82 |
| 3    | Šárka Záhrobská      | Rep. Ceca     | 1:41,01 |
| 4    | Therese Borssén      | Svezia        | 1:41,11 |
| 5    | Ana Jelušić          | Croazia       | 1:41,37 |
| 6    | Julia Mancuso        | Stati Uniti   | 1:41,39 |
| 7    | Michaela Kirchgasser | Austria       | 1:41,40 |
| 8    | Jessica Walter       | Liechtenstein | 1:42,17 |
| 9    | Marina Nigg          | Liechtenstein | 1:42,37 |
| 10   | Kathrin Hölzl        | Germania      | 1:42,76 |

Data: 15 febbraio

#### Combinata
| Pos. | Atleta               | Nazione       | Punti  |
| ---- | -------------------- | ------------- | ------ |
| 1    | Julia Mancuso        | Stati Uniti   | 29,23  |
| 2    | Kathrin Zettel       | Austria       | 49,97  |
| 3    | Šárka Záhrobská      | Rep. Ceca     | 52,22  |
| 4    | Lindsey Vonn         | Stati Uniti   | 52,80  |
| 5    | Jessica Walter       | Liechtenstein | 63,79  |
| 6    | Michaela Kirchgasser | Austria       | 66,40  |
| 7    | Andrea Fischbacher   | Austria       | 86,79  |
| 8    | Kaylin Richardson    | Stati Uniti   | 100,07 |
| 9    | Monika Wenger        | Svizzera      | 105,44 |
| 10   | Regina Mader         | Austria       | 109,70 |

Data: 10-15 febbraio

Classifica stilata attraverso i piazzamenti ottenuti
in discesa libera, slalom gigante e slalom speciale

## Medagliere per nazioni
| Pos. | Nazione       | Oro | Argento | Bronzo | Totale |
| ---- | ------------- | --- | ------- | ------ | ------ |
| 1    | Austria       | 3   | 1       | 1      | 5      |
| 2    | Stati Uniti   | 2   | 2       | 2      | 6      |
| 3    | Germania      | 2   | 0       | 0      | 2      |
| 4    | Canada        | 1   | 1       | 2      | 4      |
| 4    | Svezia        | 1   | 1       | 2      | 4      |
| 6    | Italia        | 1   | 1       | 0      | 2      |
| 7    | Svizzera      | 1   | 0       | 0      | 1      |
| 8    | Norvegia      | 0   | 1       | 1      | 2      |
| 9    | Croazia       | 0   | 1       | 0      | 1      |
| 9    | Liechtenstein | 0   | 1       | 0      | 1      |
| 11   | Rep. Ceca     | 0   | 0       | 2      | 2      |